# Royal St. Lawrence Yacht Club
Der Royal Saint Lawrence Yacht Club (RStLYC) ist ein Yachtclub in Dorval (Québec) in Kanada am Ufer des Sees Lac Saint-Louis.

## Geschichte
Der Verein wurde 1888 von einer Gruppe von Männern der Amateur Athletic Association gegründet, deren Mitgliederzahl schnell wuchs.
Im Jahr 1892 entwarf John Rawson Gardiner die Gebäude des St. Lawrence Yacht Club.
Zwischen 1892 und 1924 plante und entwickelte der Royal St. Lawrence Yacht Club das Club-Gelände, baute den Kai, baggerte den Hafen aus und errichtete Wellenbrecher im Lac Saint-Louis.

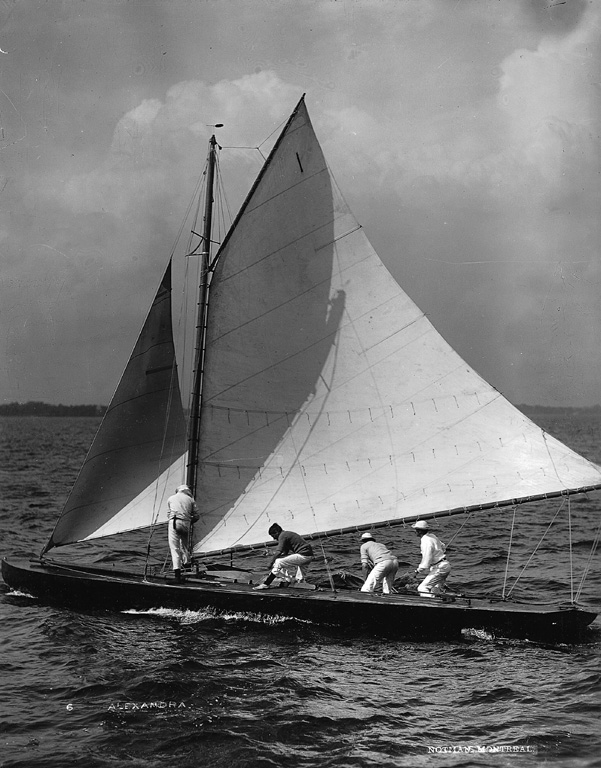
Alexandra, Seawanhaka Cup Teilnehmer-Yacht, Royal St. Lawrence Yacht Club, Dorval, QC, 1905

Im Jahr 1894 verlieh Königin Victoria dem Club den Titel „Royal“.
Der Club erhielt die Erlaubnis der Britischen Admiralität, dass die Club-Mitglieder die Flagge Blue Ensign als Nationalflagge verwenden durften.

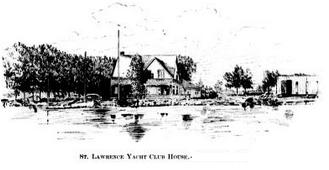
Clubhaus des Royal St. Lawrence Yacht Club, 1894

Im Jahr 1894 entwarf William Sutherland Maxwell das Clubhaus des Royal St. Lawrence Yacht Club.

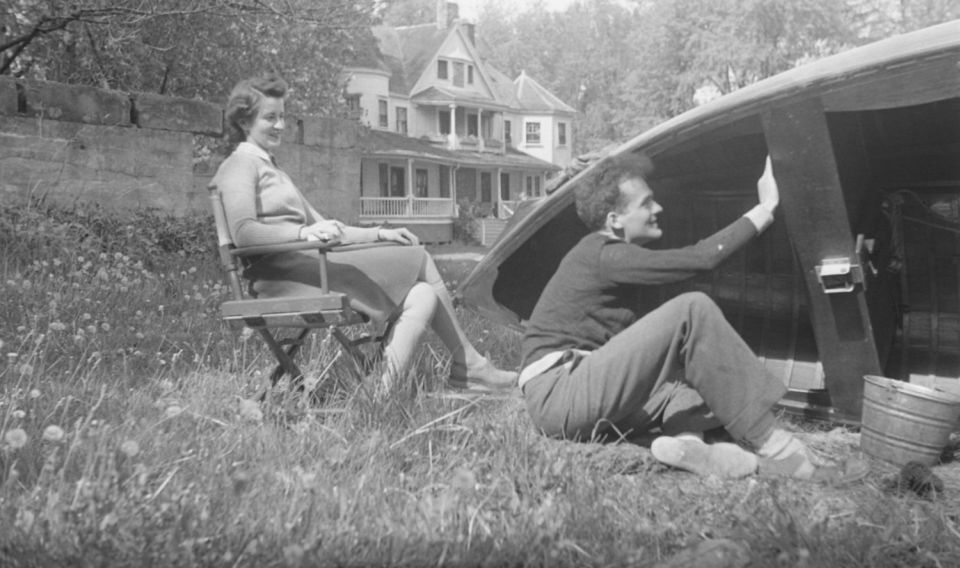
Clubmitglied Donald Haines kümmert sich um die Wartung eines Dingis. Elizabeth Drummond sitzt auf einem Klappstuhl und schaut zu. Im Hintergrund sieht man das Hauptgebäude des Royal St. Lawrence Yacht Club, 1941

In den Jahren 1940–1941 entwickelte das Royal-Canadian-Navy-Reserves-Programm zur Ausbildung von Yachtclub-Mitgliedern das erste zentrale Registrierungssystem.
Im Jahr 1954 übernahm Philip, Duke of Edinburgh die königliche Schirmherrschaft für den Club.
Im Jahr 1988 schrieb E. George Hanson im Rahmen der Hundertjahrfeier des Clubs die Festschrift The Royal St. Lawrence Yacht Club, 1888–1988.

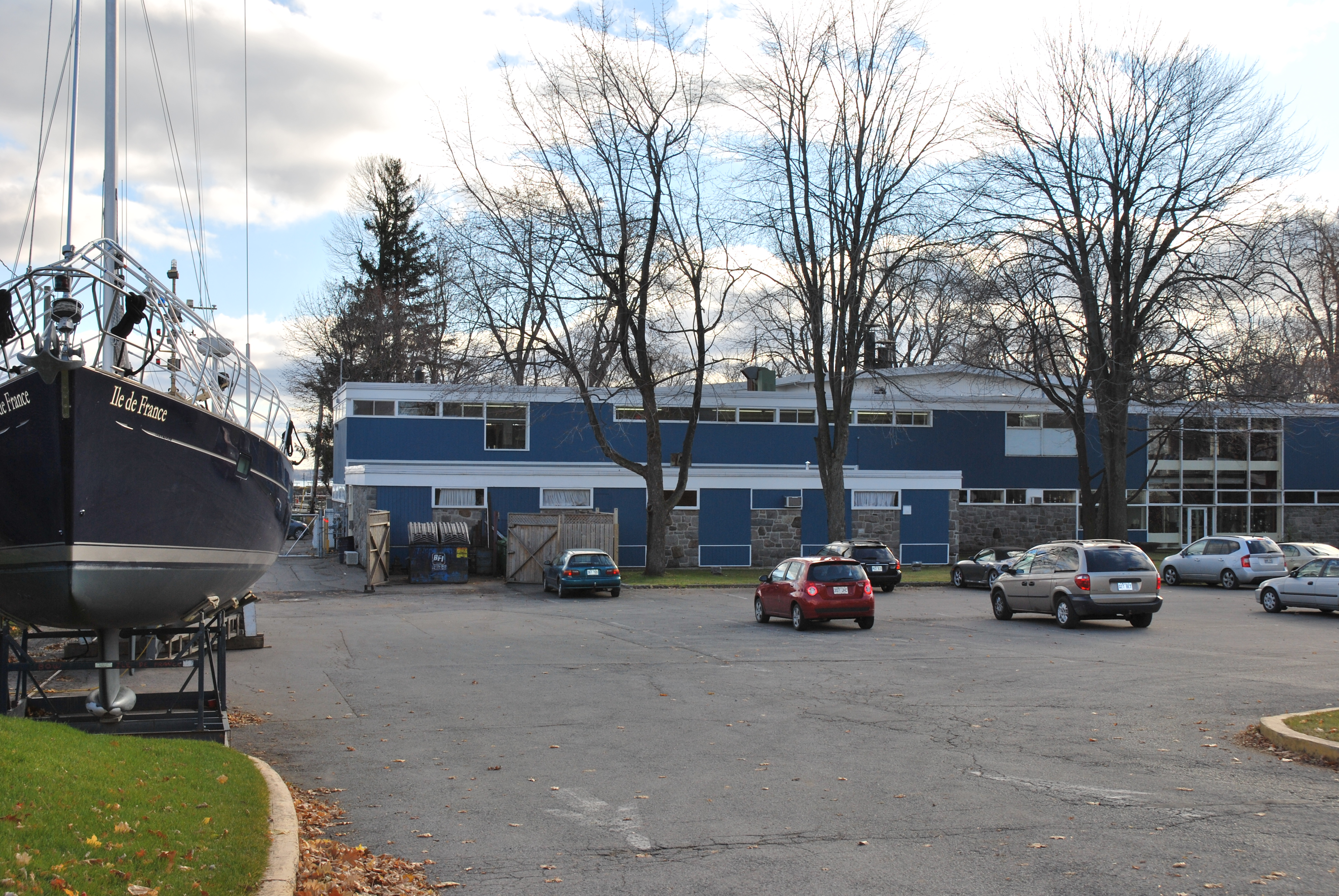
Clubhaus des Royal St. Lawrence Yacht Club, 2010

## Club-Teilnehmer an den Olympischen Spielen
Der Club hatte bis 1952 keine direkten Teilnehmer an den Olympischen Spielen, denn im Club gab es bis zu diesem Zeitpunkt kein Boot der olympischen Klassen. Der Club war von der Canadian Yachting Association (CYA) eingeladen worden, an den Ausscheidungen für die Spiele 1932 in Los Angeles teilzunehmen, aber der Club hatte keine der Bootsklassen in seiner Flotte: Snowbird, Starboot, 6-Meter und 8-Meter. Erst mit der Rückkehr der Spiele nach dem Zweiten Weltkrieg bereiteten sich die Segler des Royal Saint Laurence Yacht Club auf die olympischen Wettkämpfe vor.
- 1952 Helsinki: Doug Woodward, Andy Hugessen (Starboot)
- 1956 Melbourne: Bruce Kirby (Finn-Dinghy) Archie Cameron, W. G. Thomas (Sharpie)
- 1960 Rom/Neapel: Sandy MacDonald, Lynn Watters, Gordon Norton ( Drachen), Ian Bruce (Finn-Dinghy), Pierre Desjardins, Keith Wilson (Flying Dutchman), Archie Cameron, Trainer
- 1964 Tokio: Ed Botterell, Lynn Watters, Joe MacBrien (Drachen), Sandy MacDonald, Bernie Skinner, Doug Woodward (5,5-Meter-Klasse), Bill Thomas, Trainer
- 1968 Mexiko-Stadt /  Acapulco: Evert Bastet (Flying Dutchman), Bruce Kirby (Starboot)
- 1972 München/Kiel: Evert Bastet (Flying Dutchman), Ian Bruce, Peter Bjorn (Starboot)
- 1976 Montréal/Kingston: Evert Bastet, Hans Fogh (Flying Dutchman)
- 1980 Moskau/Tallin: Evert Bastet, Terry McLaughlin (Flying Dutchman)
- 1984 Los Angeles: Evert Bastet, Terry McLaughlin (Flying Dutchman), Silbermedaille
- 1988 Seoul: Evert Bastet, Trainer
- 1992 Barcelona: Evert Bastet, Trainer
- 2000 Sydney: Kai Bjorn (Starboot)
- 2004 Athen: Chantal Léger (Yngling), Evert Bastet, Trainer
- 2008 Beijing, Qingdao: Evert Bastet, Trainer
- 2012 London: Tyler Bjorn, (Starboot)